# Flughafen Tamga

i8
i11
i13
Der Flughafen Tamga (kirgisisch Тамга аэропорту, ICAO-Code: UAFA, RU-LID: ТМГ) ist der Flughafen des Dorfes Tamga im Rajon Dscheti-Ögüs in Kirgisistan. 
Der Flughafen wird aufgrund fehlender ILS-Anlagen nur tagsüber betrieben. 

## Geschichte
Der Flughafen wurde in den 1930er Jahren als Reservepiste angelegt.
Die derzeitige Landebahn stammt aus den 1960er Jahren.